# Patricia Faltin
Patricia Faltin (* 20. Jahrhundert) ist eine deutsche Synchronsprecherin und Schauspielerin.

## Leben
Patricia Faltin stand bereits als Kind im Studio. Sie spielte Theater und nahm Schauspiel- und Sprech-Unterricht. Sie hatte kurze Auftritte als Schauspielerin im Fernsehen, so in einer Folge bei Unser Charly, als Gangmitglied in Tatort: Eine ehrliche Haut und als Auszubildende in Abenteuer Diagnose. Seit 2015 ist sie regelmäßig als Synchronsprecherin tätig. Sie lieh mehr als 70 Charakteren ihre Stimme, darunter einigen Zeichentrickfiguren.

## Filmografie
- 1997: Unser Charly (Fernsehserie, eine Folge)
- 2004: Tatort – Eine ehrliche Haut
- 2010: Abenteuer Diagnose (Fernsehsendung, eine Folge)

## Synchronisation
Filme
- 2008: Zombie Hunter Rika: Risa Kudō als Rika
- 2915: Heavysaurus – Ein rockiges Steinzeit-Abenteuer Miila Virtanen als Milli Pilli
- 2016: My Father, Die: Frances Reagan als Sheela
- 2017: Another WolfCup als Tänzerin
- 2017: Cabin 28: Harriet Rees als „Tina“

Serien
- 2015–2016: Assassination Classroom als Yuzuki Fuwa (Anime)
- 2016: Willkommen bei den Louds als Mollie (Zeichentrick)
- 2017–2019: 11: Candelaria Grau als Celeste Brizuela
- 2017: Atom: The Beginning als Shikuzu Akiba (Anime)
- 2018–2019: Les Misérables: Alex Jarrett als „Azelma“